# SC Marchtrenk
Der SC Marchtrenk ist ein Fußballverein aus der oberösterreichischen Stadt Marchtrenk und spielt seit der Saison 2019/20 in der Landesliga Ost.

## Geschichte
Der SC Marchtrenk wurde am 15. August 1946 gegründet. Mitte der 1990er Jahre trat das Team in der drittklassigen Regionalliga Mitte an, konnte dort aber nicht lange überzeugen und musste nach nur zwei Saisonen wieder den Abstieg in die Unterklassigkeit antreten. Seit der Saison 1999/2000 spielte der Verein in der Landesliga Ost. In der Saison 2012/13 stieg der SC Marchtrenk wieder in die OÖ-Liga auf, welche die vierthöchste Spielklasse Österreichs darstellt.
In der Saison 2014/15 spielte der SC Marchtrenk um den Aufstieg in die Regionalliga Mitte.
In der Saison 2015/16 konnten die Neuzugänge die Abgänge nicht ersetzen, daher stieg Marchtrenk wieder in die Landesliga ab. 2017/18 gelang der erneute Wiederaufstieg in die OÖ-Liga, jedoch musste der SC Marchtrenk nach der Saison 2018/19 wieder in die Landesliga Ost absteigen.